# Rhododendron yungningense
Rhododendron yungningense là một loài thực vật có hoa trong họ Thạch nam. Loài này được Balf. f. ex Hutch. miêu tả khoa học đầu tiên năm 1930.

## Hình ảnh

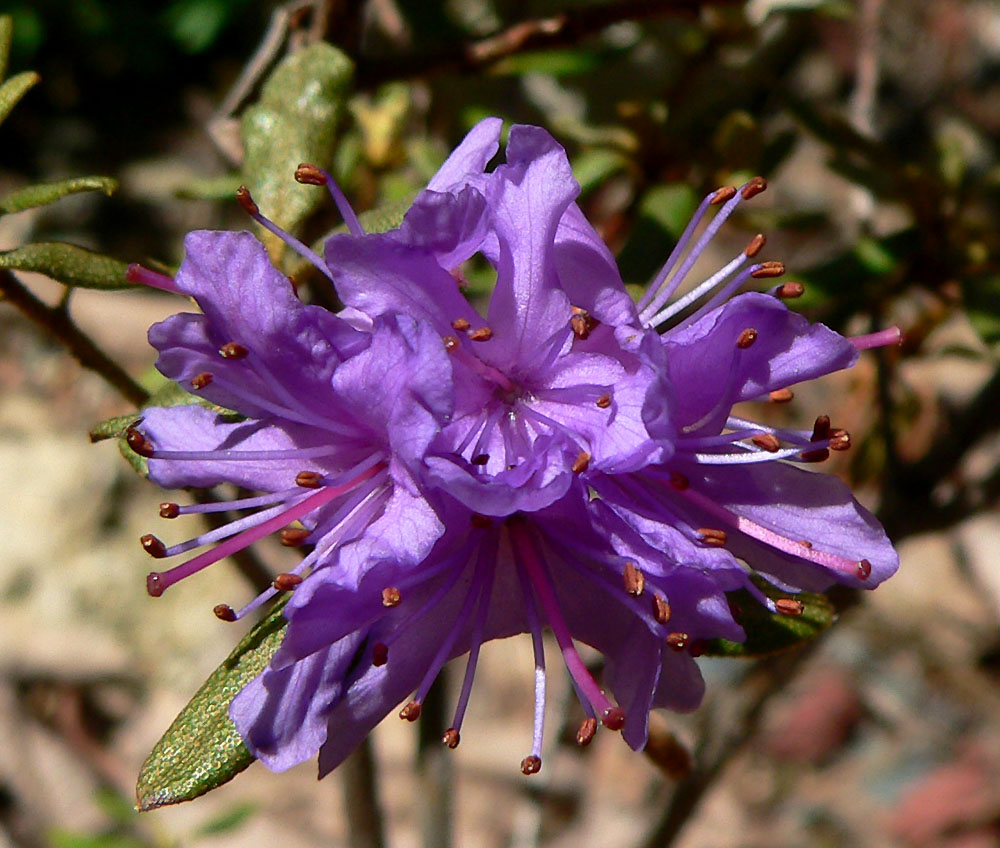